# Wondul-Range-Nationalpark
Der Wondul-Range-Nationalpark (englisch Wondul Range National Park) ist ein 35,6 Quadratkilometer großer Nationalpark in Queensland, Australien.

## Lage
Er liegt in der Region Darling Downs etwa 210 Kilometer westlich von Brisbane und 110 Kilometer südwestlich von Toowoomba. Die nächstgelegene Stadt ist Millmerran. Von hier erreicht man den Park über Gore Highway Richtung Südwesten. Auf Höhe der kleinen Siedlung Cypress Gardens zweigen mehrere Forststraßen Richtung Südosten ab. Nach weiteren 5 Kilometern erreicht man die Parkgrenze. Im Nationalpark selbst gibt es nur einige unbefestigte Forststraßen, aber keine Besuchereinrichtungen.
In der Nachbarschaft liegen die Nationalparks Bendidee und Southwood.

## Flora und Fauna
Der Wondul-Range-Nationalpark schützt in der Bioregion Inglewood Sandstones eine artenreiche Pflanzengemeinschaft in offenen Waldland, die sonst in keinem anderen Schutzgebiet bewahrt ist. An den Hängen wachsen vor allem "Narrow-leaved Ironbarks" (Eucalyptus crebra), "Smooth-bark Apples" (Angophora leiocarpa) oft zusammen mit "Bulloaks" (Allocasuarina luehmannii) und der "White Cypress Pine" (Callitris glaucophylla). Auf den bis zu 450 Meter hohen Sandsteinhügeln dagegen gedeihen "Brown Bloodwoods" (Corymbia trachyphloia) und "Stringybark She-Oaks" (Allocasuarina inophloia).
Über 187 Spezies von Wirbeltiere, wurden im Park gesichtet, darunter die als gefährdet eingestuften "Brigalow scaly-foot" (Paradelma orientalis),  die "Greater Long-eared Bat" (Nyctophilus timoriensis), der Braunkopf-Rabenkakadu (Calyptorhynchus lathami) und (Chalinolobus picatus) aus der Familie der Glattnasenfledermäuse.